# Scream (Timbaland)
"Scream" is de vierde single van Timbalands tweede album Shock Value. Voor dit nummer werd samengewerkt met de artiesten Keri Hilson en Nicole Scherzinger. De single verscheen op 14 maart 2008.
Op de website van Timbaland kon men stemmen op de volgende single na "Apologize", uit "One and Only", "Miscommunication", "Release en "Scream". "One and Only" behaalde veruit de meeste stemmen, maar omdat de Amerikaanse radiozenders "Scream" begonnen te draaien, werd dit nummer gekozen als single.

## Videoclip
De videoclip ging 15 januari 2008 in première. In de videoclip ziet men als eerst Timbaland gemasseerd worden door twee vrouwen. Vervolgens worden er scènes getoond van Hilson die in een auto zingt, Scherzinger in een lift, beide dames met bivakmutsen op, Timbaland die een overval beraamt en alle drie voor een auto. De clip werd in het Amerikaanse Miami opgenomen.

## Hitnotering
| Scream in de Nederlandse Top 40 - binnen: 22 maart 2008 | Scream in de Nederlandse Top 40 - binnen: 22 maart 2008 | Scream in de Nederlandse Top 40 - binnen: 22 maart 2008 | Scream in de Nederlandse Top 40 - binnen: 22 maart 2008 | Scream in de Nederlandse Top 40 - binnen: 22 maart 2008 | Scream in de Nederlandse Top 40 - binnen: 22 maart 2008 | Scream in de Nederlandse Top 40 - binnen: 22 maart 2008 | Scream in de Nederlandse Top 40 - binnen: 22 maart 2008 | Scream in de Nederlandse Top 40 - binnen: 22 maart 2008 | Scream in de Nederlandse Top 40 - binnen: 22 maart 2008 | Scream in de Nederlandse Top 40 - binnen: 22 maart 2008 |
| Week                                                    | 1                                                       | 2                                                       | 3                                                       | 4                                                       | 5                                                       | 6                                                       | 7                                                       | 8                                                       | 9                                                       | 10                                                      |
| ------------------------------------------------------- | ------------------------------------------------------- | ------------------------------------------------------- | ------------------------------------------------------- | ------------------------------------------------------- | ------------------------------------------------------- | ------------------------------------------------------- | ------------------------------------------------------- | ------------------------------------------------------- | ------------------------------------------------------- | ------------------------------------------------------- |
| Positie                                                 | 26                                                      | 15                                                      | 13                                                      | 16                                                      | 21                                                      | 21                                                      | 34                                                      | 35                                                      | 40                                                      | uit                                                     |

## Tracklist

### Promotie-cd
1. "Scream" (Albumversie) - 05:41
2. "Scream" (Radio Edit) - 03:46
3. "Scream" (Instrumentaal) - 05:38
4. "Scream" (a capella) 05:33